# Mike Honda
Pour les articles homonymes, voir Honda (homonymie).
Michael Makoto Honda dit Mike Honda, né le 27 juin 1941 à Walnut Grove (Californie), est un homme politique américain. Membre du Parti démocrate, il est élu à la Chambre des représentants des États-Unis pour la Californie de 2001 à 2017.

## Biographie

### Jeunesse et carrière locale
Mike Honda naît le 27 juin 1941 à Walnut Grove, près de la capitale californienne Sacramento. En 1942, Honda et sa famille sont internés dans un camp de Nippo-Américains du Colorado, dans le contexte de la Seconde Guerre mondiale. Ils y restent enfermés pendant trois ans.
Il rejoint le corps de la paix de 1965 à 1967. Il effectue sa mission au Salvador, alors proche de la guerre civile. Après des études à l'université d'État de San José, dont il sort diplômé en 1974, Honda devient professeur en sciences puis principal d'école,.
Il fait partie de la commission d'urbanisme de San José de 1971 à 1981. Il rejoint ensuite le conseil des écoles de la ville pendant dix ans. En 1990, il devient membre du board of supervisors du comté de Santa Clara. Il est élu en 1996 à l'Assemblée de l'État de Californie.

### Représentant des États-Unis
Lors des élections de 2000, Honda se présente à la Chambre des représentants des États-Unis dans le 15e district de Californie, alors que le représentant républicain sortant Tom Campbell (en) est candidat au Sénat. Il est élu représentant en remportant 54,3 % des voix. Entre 2002 et 2010, il est réélu tous les deux ans réunissant entre 65 % et 73 % des suffrages.
En 2012, à la suite du redécoupage électoral, il se présente dans le 17e district de la Californie. Cette circonscription correspond à l'ancien 15e district mais elle perd l'essentiel de San José, où vit Honda, et s'étend vers le comté d'Alameda. Il s'agit du seul district américain (en dehors d'Hawaï) où les asiatiques sont majoritaires. Il est élu avec 73,5 % des voix face à la républicaine Evelyn Li. En 2014, Honda arrive en tête de l'élection primaire avec 20 points d'avance sur Ro Khanna, un autre démocrate. Lors de l'élection générale, en novembre, Khanna réussit à refaire une partie de son retard et Honda ne conserve son siège qu'avec 51,8 % des voix,.
À partir de 2015, Honda fait l'objet d'une enquête du Bureau d'éthique du Congrès (Office of Congressional Ethics). Il est accusé d'avoir employé son équipe de collaborateurs au Congrès, rémunérés par de l'argent public, pour faire campagne, en violation des règles d'éthique de la Chambre des représentants,. Candidat à sa réélection en 2016, il n'arrive qu'en deuxième position de la primaire avec 37,4 % des voix contre 39,1 % pour Ro Khanna, qui l'affronte à nouveau. Khanna est alors considéré comme favori pour l'élection de novembre. Honda est effectivement largement battu, devancé de 22 points par son adversaire démocrate (39 % contre 61 %).

### Vie privée
En 1967, Mike Honda épouse Jeanne Yoshida rencontrée à l'université d'État de San José. Elle meurt en 2004 des suites d'un cancer des ovaires, à l'âge de 61 ans. Ils ont ensemble deux enfants : Mark et Michelle.

## Positions politiques
Mike Honda Ro Khanna est considéré comme un démocrate progressiste, proche des syndicats. Il est particulièrement engagé dans la défense des droits de l'homme, dont les droits LGBT. Représentant d'une partie de la Silicon Valley au Congrès, il milite pour permettre à l'État fédéral d'investir dans les nouvelles technologies et en faveur de la neutralité du net ; une partie de la Silicon Valley estime cependant qu'il ne s'implique pas assez dans ces questions et soutient son adversaire Khanna en 2014 et 2016.